# 615e régiment de circulation routière
Le 615e régiment de circulation routière (615e RCR) est un régiment de l'armée de terre française.

## Histoire
Formation de réserve de mobilisation créé en 1970 et devenue 615e régiment de circulation routière en 1976 basée à Pannes (Loiret).

## Traditions
A repris les traditions du détachement de circulation routière de la 1re DLC (1939-1940)

### Étendard
Il ne porte aucune inscription:

### Insigne
Rose des vents sur l'ancien blason fleurdelisé de l'Ile-de-France, région de mise sur pied. L'absence de référence à la 1re DLC s'explique par le fait que l'insigne est antérieur au transfert des traditions.

### Devise
Servir est mon choix

## Liste des chefs de corps
- Colonel LE FEVRE 1970 - 1972

- Colonel ARNOUX 1972 - 1976

- Colonel DEBIOL 1976 - 1982

- Colonel CAVAGNA 1982 -[3] ?